# Marvin Loback
Marvin Loback (21 de novembro de 1896 — 18 de agosto de 1938) foi um ator note-americano da era do cinema mudo. Ele apareceu em 112 filmes entre 1916 e 1935.

## Filmografia selecionada
- Follow the Crowd (1918)
- Kicked Out (1918)
- White Wings (1923)
- The Soilers (1923)
- Smithy (1924)
- Sock and Run (1927)
- Mitt the Prince (1927)
- The Big Shot (1927)
- Sing, Bing, Sing (1932)
- Uncivil Warriors (1935)